# هیدی لنهارت
هیدی لنهارت (انگلیسی: Heidi Lenhart؛ زادهٔ ۲۲ اوت ۱۹۷۳) یک بازیگر سینما، و هنرپیشه اهل ایالات متحده آمریکا است.